# 고성 옥천사 아미타불회도
고성 옥천사 아미타불회도(固城 玉泉寺 阿彌陀佛會圖)는 대한민국 경상남도 고성군 개천면 옥천사에 있는 아미타불회도이다. 2017년 11월 30일 경상남도의 문화재자료 제639호로 지정되었다.

## 지정 사유
전체적으로 19세기 후반에 흔히 제작된 불화와 유사한 도상과 적색과 녹색을 주조색으로 하여 삼청색 계통의 안료가 많이 사용된 채색법 및 상·하단 구분 및 여백을 구름으로 처리한 작풍이 잘 드러나 있는 불화이나 19세기 말에 제작된 불화이다.

## 참고 문헌
- 고성 옥천사 아미타불회도 - 국가유산청 국가유산포털